# Jan Østergaard
Jan Østergaard (4. juli 1961 – 21. december 2011) var en dansk fodboldtræner, der var træner for Thisted FC. Han havde flere topjobs i klubben Viborg FF, ligesom han var cheftæner i Struer BK, Holstebro BK, Thisted FC, Skive IK, Hobro IK og IK Skovbakken.